# White Sox de Chicago
 Saison 2025 des White Sox de Chicago
Les White Sox de Chicago (Chicago White Sox en anglais) sont une franchise de baseball basée à Chicago évoluant dans la Ligue majeure de baseball. Elle correspond plutôt aux quartiers sud de la ville par opposition aux Cubs, du nord. Trois fois vainqueurs des Séries mondiales (1906, 1917, 2005), les White Sox furent à l'origine du plus grand scandale de l'histoire du baseball, le scandale des Black Sox. En 1919, huit joueurs des Sox acceptent des pots-de-vin pour perdre la Séries mondiale et sont radiés à vie.

## Palmarès
- Champion des Séries mondiales (World Series) (3) : 1906, 1917, 2005
- Champion de la Ligue américaine (6) : 1901, 1906, 1917, 1919, 1959, 2005
- Titres de division (5) : 1983, 1993, 2000, 2005, 2008, 2021
- Meilleur deuxième : 2020
- Champion de la Ligue américaine (ligue mineure) : 1900

## Histoire

### Les débuts

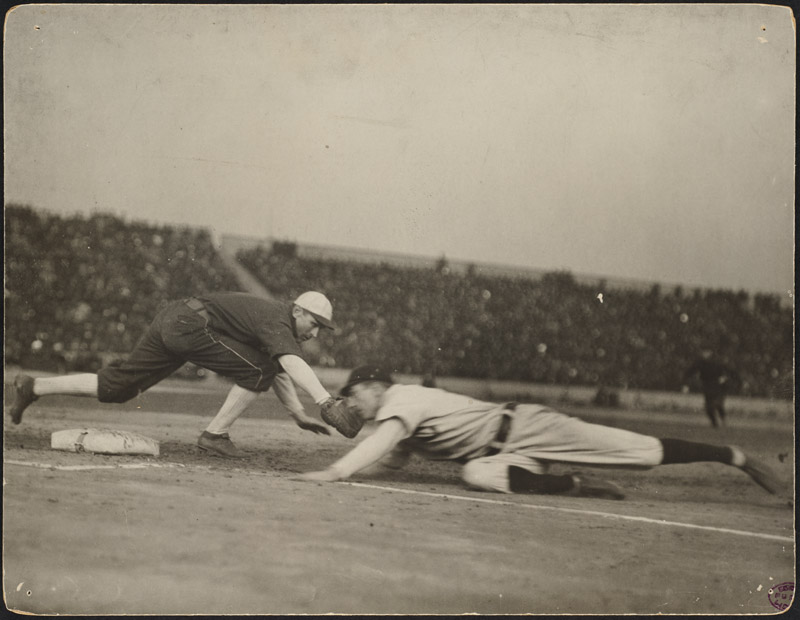
Première tentative de pickoff lors de la série mondiale de 1906.

Les racines de la franchise remontent en 1894 avec la création d'une équipe à Sioux City (Iowa) sous le nom de Cornhuskers de Sioux City. Elle dispute le championnat de ligue mineure de la Western League de Ban Johnson et remporte le titre en 1894. Charles Comiskey achète la franchise et l'installe à Saint Paul (Minnesota), adoptant le nom de St. Paul Apostles. Les Apostoles prennent part à la Western League en 1895, 1896 et 1898.
En 1900, Charles Comiskey installe une franchise à Chicago. En accord avec la Ligue nationale et afin de défendre les intérêts des Cubs de Chicago, le nouveau club n'a pas le droit de bâtir son stade au nord de la 35e rue.
La Western League devient Ligue américaine dès cette année 1900, mais elle conserve toujours son statut de ligue mineure. Les White Stockings remportent ce championnat 1900 de l'American League. Clark Griffith, lanceur-manager rejoint alors l'équipe et Chicago enlève la fanion du championnat en 1901, mais cette fois au sein d'une Ligue américaine qui s'est déclarée comme ligue majeure. C'est à cette période que la presse de Chicago forge le surnom White Sox, qui est officiellement adopté par la franchise en 1904.
Le lanceur Ed Walsh est recruté en 1904. Il est déterminant dans la victoire en Série mondiale 1906 face aux rivaux locaux des Cubs de Chicago. Avec Doc White et Nick Altrock, Walsh personnifie le jeu défensif des Sox qui devient une marque de fabrique de la franchise jusqu'aux années 1970. Les Sox sont ainsi connus sous le nom d'« Hitless Wonders » en raison de leurs mauvaises performances au bâton. En s'appuyant sur une défense de fer, le club parvient toutefois à remporter dix-neuf matchs consécutifs en août 1906 dont huit blanchissages.

### Le scandale des « Black Sox » (1919)

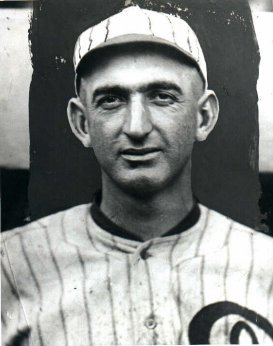
Joe Jackson

Vainqueur des Séries mondiales en 1917, les Sox alignent une équipe de grand talent à la fin des années 1910. Parmi ces joueurs, citons l'emblématique Joe Jackson. Cette formation est grande favorite des séries 1919, mais des parieurs entrent en jeu pour s'assurer de la victoire des outsiders. Le scandale des Black Sox implique plusieurs joueurs de cette franchise pour corruption à l'occasion des Séries mondiales 1919. Ce scandale ébranle la crédibilité du baseball professionnel. Le juge Kenesaw Mountain Landis est nommé comme commissaire des ligues majeures. Sa première décision est la radiation à vie des huit joueurs impliqués dans le scandale des Black Sox même si les joueurs avaient été acquittés par la justice.
Eliot Asinof a tiré un fameux ouvrage, Eight Men Out, sur ce scandale. Une adaptation au cinéma, sous ce même titre, Eight Men Out, sort en 1988.

### Quatre décennies de marasme

Logo de 1932 à 1935

Après le scandale, les Sox connaissent des résultats décevants. Septièmes dès 1921, ils signent rarement des saisons comptant plus de victoires que de défaites (1925 et 1926 entre 1921 et 1934). L'équipe comprend pourtant quelques excellents joueurs durant cette période tels le troisième base Willie Kamm (1923-1931), le champ extérieur mexicain Leo Najo (1926) et le lanceur Ted Lyons (1923-1946) mais l'effectif manque de profondeur. Les Sox manquent ainsi le transfert de Babe Ruth qui est cédé aux Yankees de New York par les Red Sox de Boston.
Jimmy Dykes devient manager en 1934. Sous sa conduite (1934-1946), les Sox trouvent un peu de stabilité et les résultats s'améliorent légèrement. Aucun titre ne vient toutefois récompenser la plus longue carrière de manager de l'histoire de la franchise.

### «Go-Go White Sox» (1959-1960)

Logo de 1949 à 1970

Après le décès de Charles Comiskey en 1931, la franchise est administrée par sa famille. En 1959, les Sox sont cédés à un groupe d'investisseurs emmené par Bill Veeck. Contrairement à Comiskey qui brimait ses joueurs, Veeck tisse de bonnes relations avec ces derniers. Il égaie également les matches joués à domicile en mettant en place des animations, comme le feu d'artifice saluant les coups de circuit et les victoires.
Sportivement, les Sox retrouvent le haut de tableau dès 1959 en remportant le fanion du championnat ; le premier depuis 1919. « Go-Go White Sox » est l'expression significative de cette saison. Les joueurs à la base de ce renouveau sont l'arrêt-court Luis Aparicio, le 2e base Nellie Fox, le receveur Sherm Lollar et les lanceurs Billy Pierce et Virgil Trucks sous la direction du manager Al Lopez. En cours de saison, Ted Kluszewski est recruté. Pour fêter le gain du titre en Ligue américaine, le maire de Chicago, Richard Daley, grand supporter des Sox, ordonna de faire retentir toutes les sirènes des pompiers de la ville. En pleine Guerre froide, ces sirènes effrayèrent une partie de la population. Lors de la Série mondiale contre les Dodgers de Los Angeles, les Sox s'inclinent par quatre victoires à deux.
En 1960, les White Sox innovent en étant la première formation de la MLB à inscrire le nom des joueurs sur leurs maillots.

### Allez quelque part? (1961-1975)

Logo de 1971 à 1975

Troisièmes en 1960, les Sox changent de propriétaires en 1961 en raison de problèmes de santé de Bill Veeck. La franchise est vendue aux frères Arthur et John Allyn. Les résultats deviennent à nouveau poussifs et les supporters de plus en plus rares au stade. En 1968, les frères Allyn délocalisent alors plusieurs rencontres à domicile à Milwaukee. En huit matches disputés à Milwaukee, 264 297 spectateurs sont comptabilisés contre 539 478 lors des 58 parties jouées à Chicago. En 1969, onze rencontres se tiennent à Milwaukee, avec le même succès populaire. Ces délocalisations cessent après deux saisons à la suite du déménagement de la franchise des Seattle Pilots à Milwaukee.
À la suite du déménagement des Seattle Pilots, des procès entre la MLB et les représentants de la ville de Seattle laissèrent penser à un transfert possible des Sox à Seattle. Un plan prévoit même en 1975 le départ des Sox pour Seattle et un transfert des Athletics d'Oakland à Chicago... Cette opération de chaises musicales n'a pas lieu en raison du retour aux affaires de Bill Veeck, qui rachète la franchise aux frères Allyn le 10 décembre 1975. Les Sox restent à Chicago.

### Le Retour de Veeck (1976-1980)

Logo de 1976 à 1990

À l'image de son premier passage chez les Sox, Bill Veeck renoue avec ses opérations festives autour des rencontres. Il initie également la mode des tenues rétro. Toutefois, les résultats sportifs ne sont pas au rendez-vous avec une saison 1976 catastrophique : seulement 64 victoires pour 97 défaites. Dans l'impossibilité de s'aligner sur les montants proposés par les franchises les plus riches, les Sox misent sur la formation. Veeck met en place une bonne structure de clubs affiliés qui aident à renforcer l'effectif. Harold Baines et Britt Burns sont issus de cette filière.
À l'occasion d'un programme double contre les Tigers de Détroit, les White Sox organisent la Disco Demolition Night en 1979, événement promotionnel qui se termine par l'envahissement du terrain et l'abandon du deuxième match après l'intervention de la police anti-émeute.
En 1980, les Sox se retrouvent au centre de nouvelles rumeurs de déménagement. Mise en vente par Bill Veeck, la franchise parait promise à Ed DeBartolo, à la recherche d'une équipe pour La Nouvelle-Orléans. Il jure pourtant ne pas avoir l'intention de transferer les Sox... Bowie Kuhn, commissaire de la MLB bloque cette vente au nom des intérêts de la ligue. Elle est finalement cédée durant l'hiver 1980-81 à un groupe d'investisseurs emmené par Jerry Reinsdorf and Eddie Einhorn (en).

### Renouveau sportif (1981-2004)
Les nouveaux propriétaires des Sox marquent dès leur arrivée leurs intentions de bâtir une grande équipe : ils achètent le receveur Carlton Fisk. Afin de s'attacher le soutien des fans, ils organisent un concours pour redessiner l'équipement des joueurs. À la fin des années 1980, pourtant, un projet de déménagement de la franchise à Tampa (Floride) est évité de peu à la suite d'une intervention du gouverneur de l'Illinois. La décision de construire un nouveau stade est alors prise et le New Comiskey Park est inauguré en 1991. À l'occasion de la première saison jouée dans cette enceinte, le record d'affluence tombe avec 2 934 154 spectateurs.
En 1993, les White Sox retrouvent leur meilleur niveau et remportent leur division avant de s'écrouler en séries éliminatoires.
Nouvelle saison gagnante en 2000, dont le mot d'ordre est "The Kids Can Play" (les gamins peuvent jouer). Les White Sox enlèvent un nouveau titre de division.

### Séries mondiales 2005

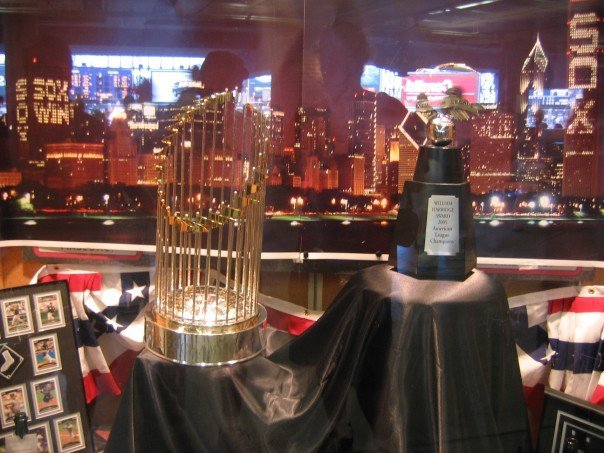
Les trophées 2005

Le mot d'ordre de la saison 2005 est "Win or die trying!" (gagner ou mourir en essayant). Les White Sox arrachent leur premier titre de la division centrale de la Ligue américaine depuis 2000 malgré une fin de saison régulière chaotique. Après avoir balayé 3-0 les Red Sox de Boston, champions en titre, au premier tour des séries éliminatoires, les White Sox décrochent le titre de la Ligue américaine en s'imposant face aux Angels d'Anaheim.
Les Sox remportent la Série mondiale en dominant les Houston Astros. Sur l'ensemble des séries éliminatoires, Chicago affiche onze victoires pour une défaite.

### Les White Sox aujourd'hui
En 2006, les Sox restent longtemps en course pour accéder aux séries éliminatoires, mais ils s'écroulent au mois de septembre signant 15 défaites en 24 matches. Même déception lors la saison 2007 avec une médiocre quatrième place de la division centrale de la Ligue américaine, loin des séries éliminatoires. Ils restent dans la course aux séries éliminatoires en 2008 et s'imposent en match de barrage contre les Twins du Minnesota, à égalité parfaite avec les Sox à l'issue de la saison régulière. Les Sox sont battus 3-1 par les Rays de Tampa Bay en série de division.
Ils doivent attendre jusqu'en 2020 pour se qualifier  de nouveau en series éliminatoires mais sont eliminés par les Athletics d'Oakland 2-1 en  Wild Card. L'année suivante, ils terminent premiers de la division avec 13 matchs d'avance sur les Indians de Cleveland en terminant avec 93 victoires et 69 défaites mais sont éliminés en série de division face aux Astros de Houston 3-1.
En 2022, alors que les attentes sont hautes, les White Sox manquent les séries éliminatoires. Ils terminent la saison avec un bilan équilibré (81-81) 11 match derrière les Guardians de Cleveland.
En 2023, Pedro Grifol devient le manager des White Sox. Les White Sox terminent avec 101 défaites.

## Trophées et honneurs individuels

### Les White Sox au Hall of Fame

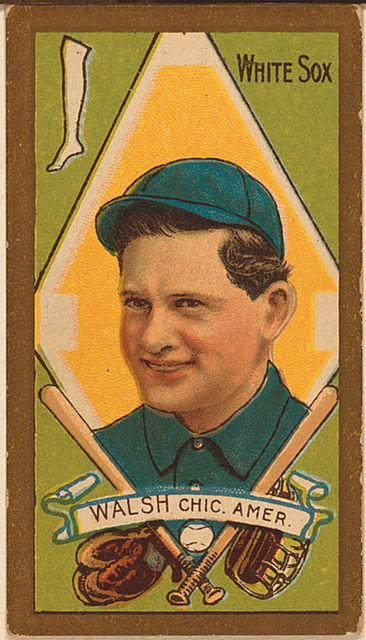
Ed Walsh

Joueurs élus principalement pour leurs performances sous le maillot des White Sox.
- Luis Aparicio, arrêt-court, 1956-62, 1968-70
- Luke Appling, arrêt-court, 1930-43, 1945-50
- Harold Baines, frappeur désignée et champ extérieur, 1980-89, 1996-97, 2000-01
- Eddie Collins, 2e base, 1915-26
- George Davis, arrêt-court, 1902, 1904-09
- Red Faber, lanceur, 1914-33
- Carlton Fisk, receveur, 1981-93
- Nellie Fox, 2e base, 1950-63
- Ted Lyons, lanceur, 1923-42, 1946
- Ray Schalk, receveur, 1912-28
- Frank Thomas, frappeur désignée et 1er base, 1990-2008
- Ed Walsh, lanceur, 1904-16

Autres joueurs du Hall of Fame qui évoluèrent parfois brièvement chez les White Sox.
- Chief Bender, lanceur, 1925
- Steve Carlton, lanceur, 1986
- Larry Doby, champ extérieur, 1956-57, 1959, manager, 1978
- Johnny Evers, 2e base, 1922
- Rich Gossage, lanceur, 1972-76
- Clark Griffith, lanceur-manager, 1901-02
- Harry Hooper, champ extérieur, 1921-25
- George Kell, 3e base, 1954-56
- Edd Roush, champ extérieur, 1913
- Red Ruffing, lanceur, 1947
- Tom Seaver, lanceur, 1984-86
- Al Simmons, champ extérieur, 1933-35
- Hoyt Wilhelm, lanceur, 1963-68
- Early Wynn, lanceur, 1958-62

Propriétaires et managers des White Sox présents au Hall of Fame.
- Charles Comiskey, propriétaire, 1900-1931
- Hugh Duffy, manager, 1910-1911
- Bob Lemon, manager, 1977-78
- Al Lopez, manager, 1957-1965
- Bill Veeck, propriétaire, 1959-1961, 1975-1981

### Numéros retirés
- 2 Nellie Fox, 2e base, 1950-63
- 3 Harold Baines, champ extérieur-frappeur désigné, 1980-89, 1996, 2000-01; instructeur depuis 2004
- 4 Luke Appling, arrêt-court, 1930-50; instructeur 1970-71
- 9 Minnie Miñoso, champ extérieur 1951-57, 1960-61, 1964, 1976, 1980; instructeur 1976-78, 1980-81
- 11 Luis Aparicio, arrêt-court, 1956-62, 1968-70
- 16 Ted Lyons, lanceur, 1923-46; instructeur 1946-48
- 19 Billy Pierce, lanceur, 1949-61
- 42 Jackie Robinson, retiré par la MLB
- 56 Mark Buehrle, lanceur, 2000-11
- 72 Carlton Fisk, receveur, 1981-93

Avec l'accord de Luis Aparicio, à titre exceptionnel, et uniquement pour la saison 2010, la direction des White Sox autorise Omar Vizquel à porter le numéro 11.

### Autres trophées et honneurs
- MVP de la saison (depuis 1911) :
  - Nellie Fox (1959)
  - Dick Allen (1972)
  - Frank Thomas (1993 et 1994)
  - José Abreu (2020)
- Trophée Cy Young (depuis 1956) :
  - Early Wynn (1959)
  - LaMarr Hoyt (1983)
  - Jack McDowell (1993)
- Manager de l'année (depuis 1983) :
  - Tony La Russa (1983)
  - Jeff Torborg (1990)
  - Gene Lamont (1993)
  - Jerry Manuel (2000)
  - Ozzie Guillén (2005)
- Recrue de l'année (depuis 1947) :
  - Luis Aparicio (1956)
  - Gary Peters (1963)
  - Tommie Agee (1966)
  - Ron Kittle (1983)
  - Ozzie Guillén (1985)

## Les propriétaires des White Sox

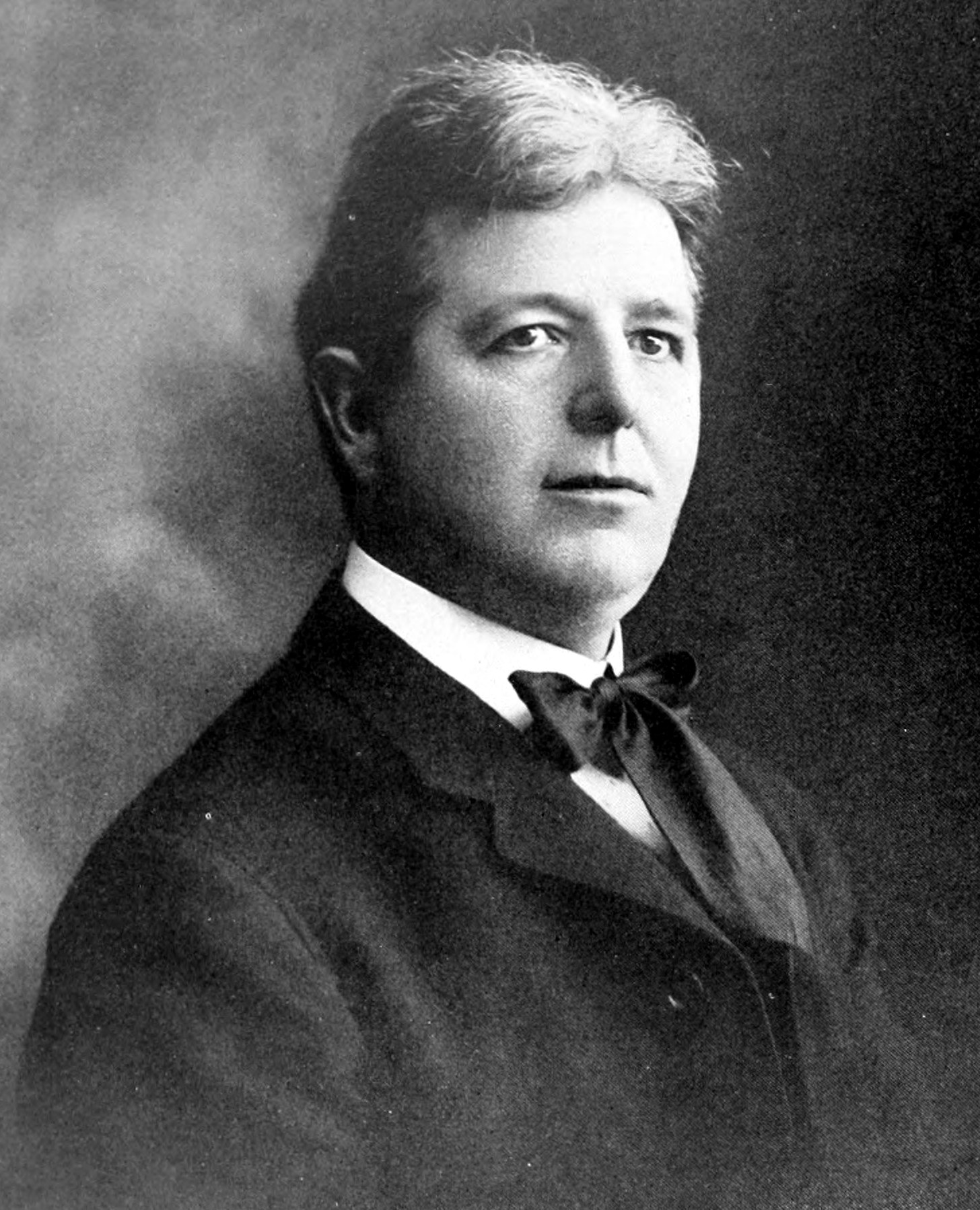
Charles Comiskey

Jerry Reinsdorf et Eddie Einhorn sont propriétaires de la franchise depuis janvier 1981. Bill Veeck n'était pas en mesure de suivre le rythme financier imposé depuis l'adoption de la règle des agents libres, et il préféra passer la main. Outre Bill Veeck, le plus fameux propriétaire des White Sox reste le controversé Charles Comiskey. Ses héritiers gérèrent la franchise après son décès jusqu'en 1959 et l'arrivée de Bill Veeck.
| Nom                              | Années    |
| -------------------------------- | --------- |
| Charles Comiskey                 | 1900-1931 |
| J. Louis Comiskey                | 1931-1939 |
| Grace Comiskey                   | 1940-1956 |
| Dorothy Comiskey Rigney          | 1956-1959 |
| Bill Veeck                       | 1959-1961 |
| Arthur Allyn, Jr.                | 1961-1969 |
| John Allyn                       | 1969-1975 |
| Bill Veeck                       | 1975-1981 |
| Jerry Reinsdorf et Eddie Einhorn | 1981-2016 |
| Jerry Reinsdorf                  | 2016-     |

## Les stades des White Sox

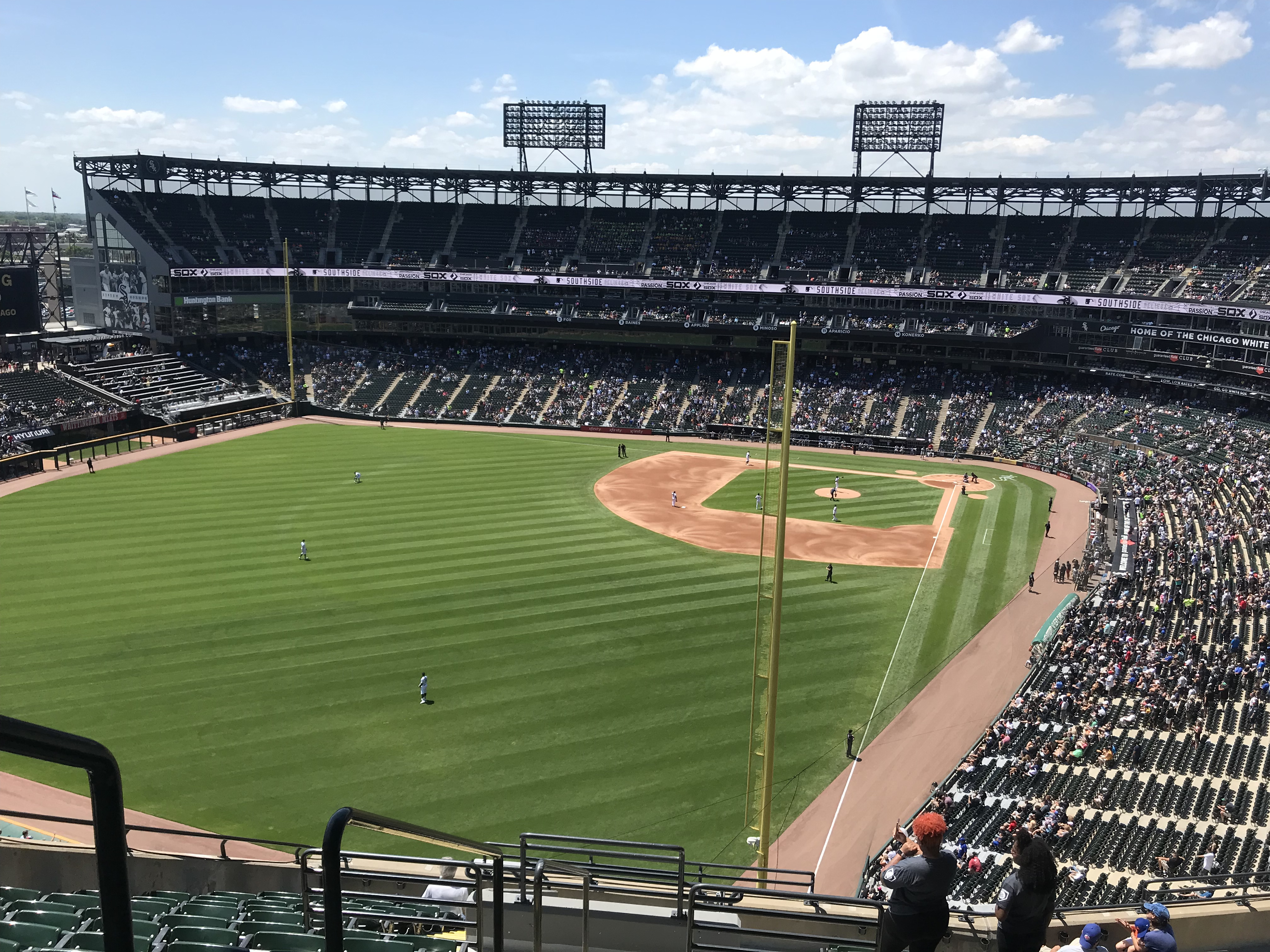
L'actuel stade des White Sox
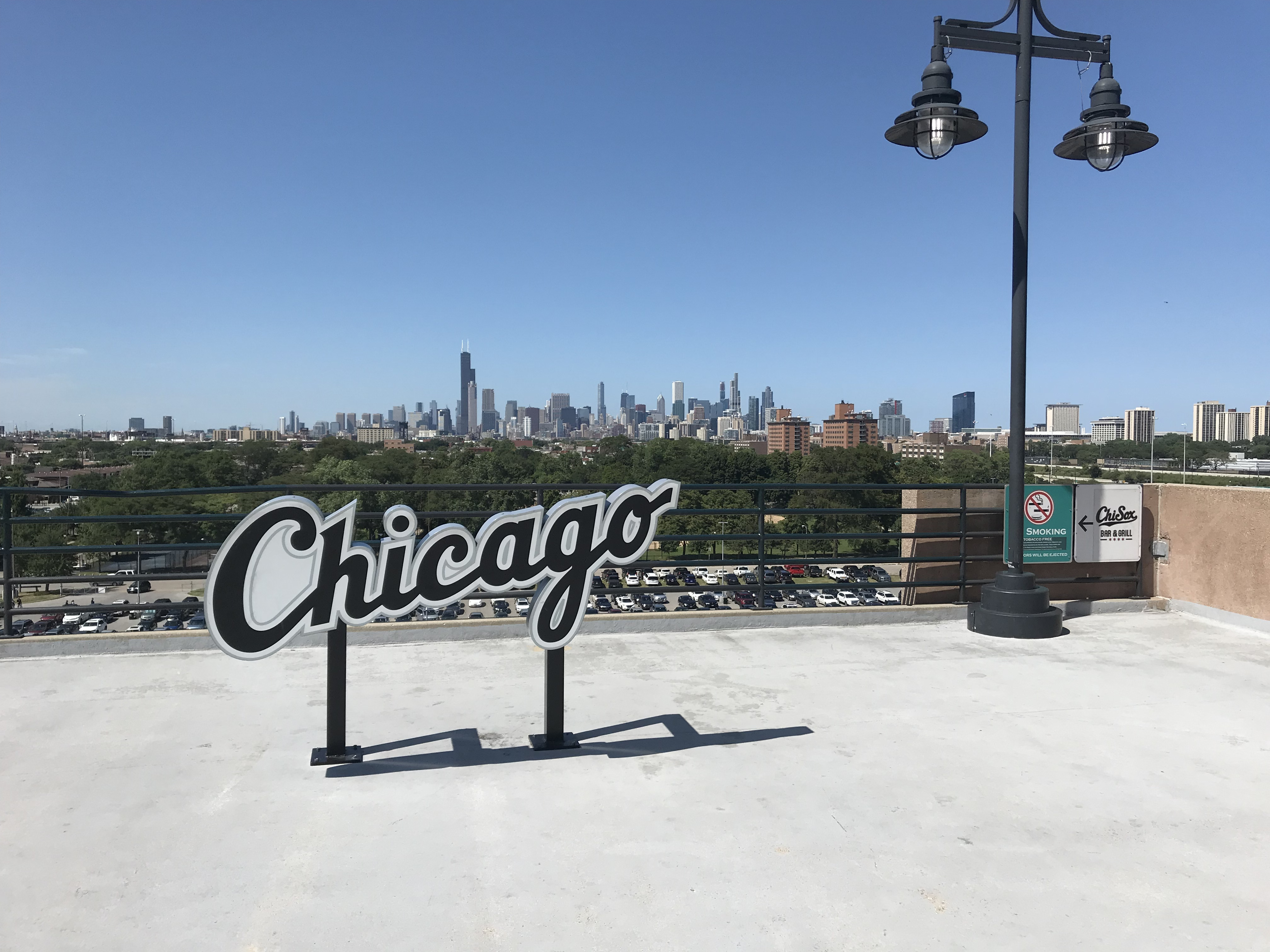
Vue du Guaranteed Rate Field sur Downtown Chicago
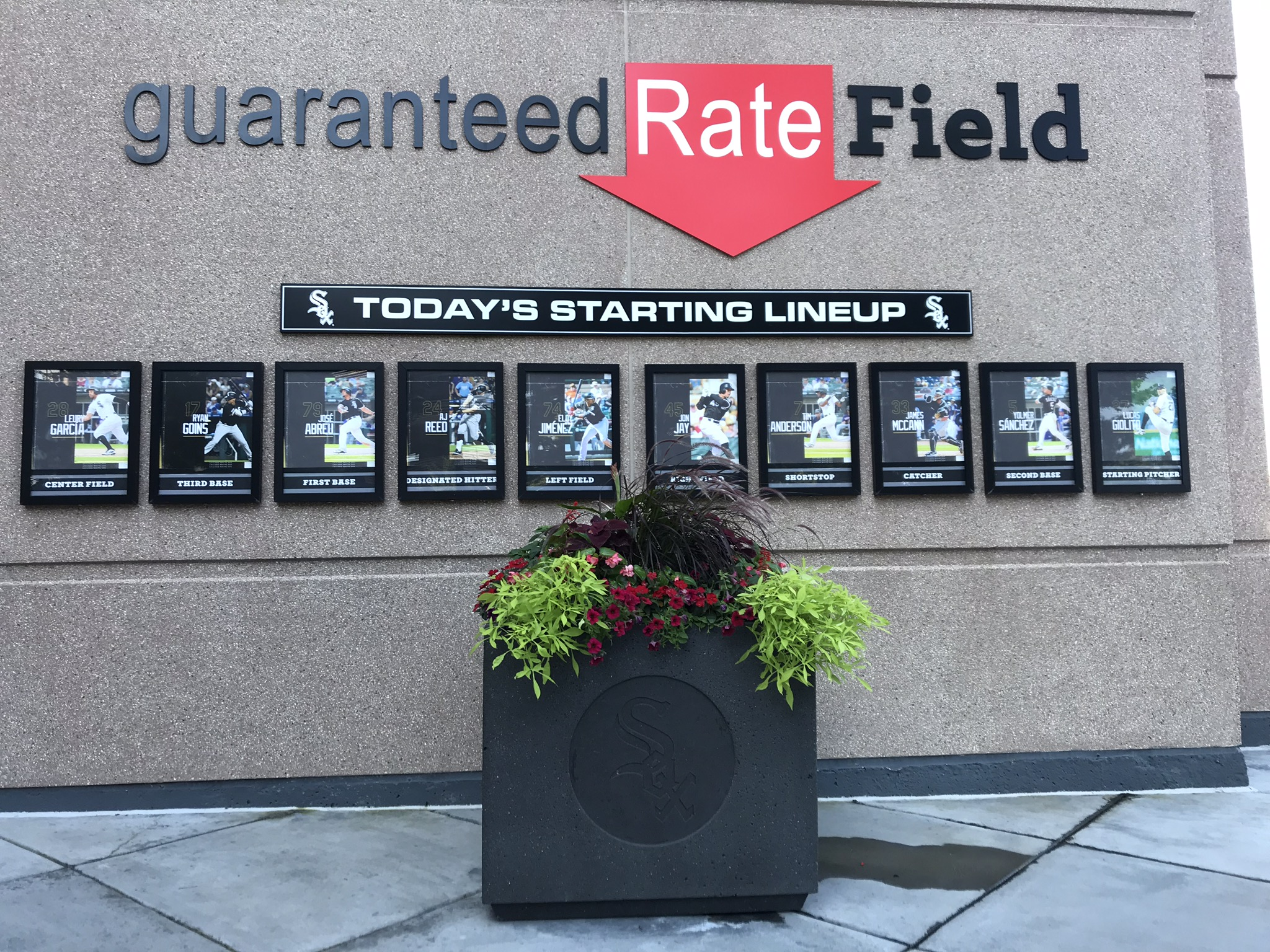
Guaranteed Rate Field

Les White Sox ont connu trois stades : le South Side Park, le Comiskey Park et le Guaranteed Rate Field (anciennement New Comiskey Park puis U.S. Cellular Field). De plus, les Sox ont disputé quelques rencontres "à domicile" à Milwaukee lors des saisons 1968 et 1969 au Milwaukee County Stadium.
Le South Side Park (15 000 places) est utilisé jusqu'en 1910. Cette enceinte est construite par Charles Comiskey en 1900 à hauteur de la 39e rue sur le site d'un ancien terrain de cricket. Le Comiskey Park, également voulu par Charles Comiskey, est inauguré au milieu de la saison 1910. Il offre 28 800 places jusqu'en 1927 puis la capacité est portée à 52 000 places. Pour des raisons de confort et de sécurité, la capacité est réduite à 46 550 (1942), 50 934 (1953), 44 492 (1969) puis 43 951 places (1990). Ces capacités sont en fait purement indicatives. Ainsi, 55 555 spectateurs sont recensés le 20 mai 1973 pour un match face aux Minnesota Twins, soit 11 063 spectateurs de plus que la capacité maximum de l'époque.
L'actuel stade est nommé Guaranteed Rate Field. Cette enceinte inaugurée en 1991 porte à l'origine le nom de Comiskey Park (ou New Comiskey Park) en référence à l'ancien stade, également nommé Comiskey Park.

## Les White Sox et les médias
WMAQ est la première station de radio liée par contrat aux White Sox pour retransmettre les matches de 1924 à 1934. WGN prend ensuite le relais jusqu'en 1943. Depuis 2006, les matchs des White Sox sont retransmis par la station de radio WSCR. Ed Farmer et Chris Singleton assurent les commentaires.
Les retransmissions télévisées sont effectuées par WGN-TV de 1948 à 1967. WFLD (1968-1972), WSNS (1973-1980), WGN-TV (1981), WFLD (1982-1989) se relaient ensuite. WGN-TV (depuis 1990) et WCIU (depuis 2000) se partagnent désormais les retransmissions en hertzien.
Comcast SportsNet retransmet les rencontres via un réseau de télévision câblée depuis 2005. Avant cette date, SportsVision (1982-1988), SportsChannel Chicago (1989-1997) et FSN Chicago (1998-2004) assuraient ce type de retransmissions.
Silver Chalice est une filiale d'investissement numérique et médiatique des White Sox cofondée en 2009 par Jerry Reinsdorf, Brooks Boyer, Jason Coyle et John Burris,. Brooks Boyers en est le PDG. Chalice s'est ensuite associé à IMG sur Campus Insiders, une chaîne numérique de sport universitaire. La société a également investi dans 120 Sports, une chaîne numérique de sport lancée en juin 2016. Toutes ces initiatives ont depuis efforts ont depuis été fusionnées avec American Sports Network de Sinclair Broadcasting Group dans le nouveau réseau multiplateforme Stadium en septembre 2017.

## Affiliations en ligues mineures
| Niveau | Franchise                    | Ligue                   | Ville         | État                   | Affilié depuis |
| ------ | ---------------------------- | ----------------------- | ------------- | ---------------------- | -------------- |
| AAA    | Knights de Charlotte         | Ligue internationale    | Charlotte     | Caroline du Nord       | 1999           |
| AA     | Barons de Birmingham         | Southern League         | Birmingham    | Alabama                | 1986           |
| A+     | Dash de Winston-Salem        | South Atlantic League   | Winston-Salem | Caroline du Nord       | 1997           |
| A-     | Cannon Ballers de Kannapolis | Carolina League         | Kannapolis    | Caroline du Nord       | 2001           |
| Rookie | ACL White Sox                | Arizona Complex League  | Glendale      | Arizona                | 1998           |
| Rookie | DSL White Sox                | Dominican Summer League | Boca Chica    | République dominicaine | 1992           |